# Edward Littleton (1er baron Lyttelton)
Edward Littleton, 1er baron Lyttleton (aussi Littelton) (1589 - 27 août 1645), de Munslow dans le Shropshire, est juge en chef du nord du Pays de Galles. Il descend du juge et juriste, Thomas Littleton. Son père, également Edward, a été juge en chef du nord du Pays de Galles avant lui .

## Éducation et carrière
Il fait ses études à Oxford avant de devenir avocat. En 1614, il devient député de Bishop's Castle, dans le Shropshire, dans le Parlement stérile. En 1625, il est de nouveau réélu au Parlement pour l'arrondissement de Leominster et Caernarfon . En 1628, il est président du Comité des griefs sur le fondement duquel se fonde la pétition des droits .
En tant que membre du parti opposé aux mesures arbitraires de Charles Ier, Littleton fait preuve de plus de modération que certains de ses collègues, et en 1634, trois ans après avoir été choisi comme Recorder de Londres, le roi le rattache à son propre camp en le nommant solliciteur général. Dans le cas célèbre de l'argent des navires, Edward plaide contre John Hampden. En 1640, il est nommé juge en chef des plaidoyers communs.

## Le grand sceau
En 1641, lorsque le gardien précédent, John Finch, s'enfuit en exil, Littleton est nommé lord gardien du grand sceau. Il est élevé à la pairie en tant que baron Lyttelton.
Comme Lord Keeper, Littleton commence à montrer une certaine indifférence à la cause royale. En janvier 1642, il refuse de mettre le Grand Sceau à la proclamation de l'arrestation de cinq députés et il encourt également le mécontentement de Charles en votant pour l'ordonnance de la Milice. Cependant, il assure à son ami Edward Hyde, qu'il a seulement pris cette mesure pour apaiser les soupçons du parti parlementaire qui envisageait de le priver du sceau, et il s'engage à l'envoyer au roi. Il remplit sa promesse et, en mai 1642, il rejoint lui-même Charles à York, mais il faut un certain temps avant qu'il ne regagne la faveur du roi et la garde du sceau.
Littleton est décédé à Oxford le 27 août 1645; il ne laisse aucun fils et sa baronnie s'éteint. Sa fille unique, Anne, épouse son cousin, Thomas Littleton (2e baronnet). Leur fils, Thomas Littleton (v. 1647-1710), est président de la Chambre des communes de 1698 à 1700 et trésorier de la Marine de 1700 à 1710.